# Józef Kojder
Józef Kojder (ur. 9 listopada 1895 w Miżyńcu, zm. wiosną 1940 w Charkowie) – major administracji (piechoty) Wojska Polskiego, działacz niepodległościowy, kawaler Orderu Virtuti Militari, ofiara zbrodni katyńskiej.

## Życiorys
Urodził się 9 listopada 1895 w Miżyńcu, w ówczesnym powiecie przemyskim Królestwa Galicji i Lodomerii, w rodzinie Wincentego i Marii z Juśkiewiczów. Przed wybuchem I wojny światowej był członkiem „Strzelca”.
W czasie I wojny światowej walczył w szeregach Legionów Polskich. Był podoficerem w 3. kompanii VI batalionu I Brygady Legionów Polskich. Uczestniczył w 18 bitwach i potyczkach. 16 września 1917 został wcielony do c. k. Pułku Strzelców Nr 16. W 1918 wstąpił do Polskiej Organizacji Wojskowej w Samborze.
Po odzyskaniu niepodległości wstąpił do Wojska Polskiego. Od 1 stycznia 1919 służył w Baonie Strzelców Sanockich na stanowisku dowódcy plutonu. Walczył z Ukraińską Armią Halicką, z oddziałami 1 Brygady Ukraińskich Strzelców Siczowych, oraz z ochotnikami ukraińskimi, broniącymi Republiki Komańczańskiej. 6 sierpnia 1919 został przeniesiony do Batalionu Zapasowego 1 pułku piechoty Legionów. 3 września tego roku jako podoficer byłych Legionów Polskich został mianowany z dniem 1 sierpnia 1919 podporucznikiem w piechocie. 17 lipca 1920 został przeniesiony do 167 pułku piechoty, który w 1921 został przemianowany na 75 pułk piechoty.
3 maja 1922 roku został zweryfikowany w stopniu porucznika ze starszeństwem z dniem 1 czerwca 1919 roku i 170. lokatą w korpusie oficerów piechoty, a jego oddziałem macierzystym był nadal 75 pp. 31 marca 1924 roku został awansowany do stopnia kapitana ze starszeństwem z dniem 1 lipca 1923 roku i 123. lokatą w korpusie oficerów piechoty. Z dniem 20 października 1924 został przeniesiony do Korpusu Ochrony Pogranicza. Pełnił służbę w 9 batalionie granicznym. W latach 1932–1933 służył w 78 pułku piechoty w Baranowiczach. W czerwcu 1933 roku został ponownie przeniesiony do KOP. Pełnił służbę w batalionie KOP „Iwieniec” na stanowisku dowódcy kompanii granicznej „Stasiewszczyzna”, a w latach 1935–1936 dowódcy kompanii granicznej „Rubieżewicze”. Na stopień majora został awansowany ze starszeństwem z dniem 19 marca 1938 roku i 23. lokatą w korpusie oficerów administracji, grupa administracyjna. W 1939 roku pełnił służbę w 34 pułku piechoty w Białej Podlaskiej na stanowisku komendanta 34 Obwodu Przysposobienia Wojskowego.
We wrześniu 1939 roku podczas kampanii wrześniowej objął stanowisko dowódcy II batalionu 95 pułku piechoty. Po agresji ZSRR na Polskę w nieznanych okolicznościach dostał się do niewoli sowieckiej. Przebywał w obozie w Starobielsku. Wiosną 1940 roku został zamordowany przez funkcjonariuszy NKWD w Charkowie i pogrzebany potajemnie w bezimiennej mogile zbiorowej w Piatichatkach, gdzie od 17 czerwca 2000 roku mieści się oficjalnie Cmentarz Ofiar Totalitaryzmu w Charkowie. Figuruje na Liście Starobielskiej NKWD, pod poz. 1623.
5 października 2007 roku minister obrony narodowej Aleksander Szczygło mianował go pośmiertnie na stopień podpułkownika. Awans został ogłoszony 9 listopada 2007 roku w Warszawie, w trakcie uroczystości „Katyń Pamiętamy – Uczcijmy Pamięć Bohaterów”.
Był żonaty, miał dwoje dzieci: Zbigniewa (ur. 1 stycznia 1927) i Jadwigę (ur. 28 sierpnia 1928).

## Ordery i odznaczenia
- Krzyż Srebrny Orderu Wojskowego Virtuti Militari nr 7152 – 17 maja 1922[26][27][1]
- Krzyż Niepodległości – 16 września 1931 „za pracę w dziele odzyskania niepodległości”[28]
- Krzyż Kawalerski Orderu Odrodzenia Polski – 1938 „za zasługi na polu pracy społecznej”[29]
- Krzyż Walecznych czterokrotnie[30] (po raz pierwszy w 1921[31])
- Srebrny Krzyż Zasługi – 29 października 1926 „za zasługi położone około zabezpieczenia granic Państwa”[32][33]
- Medal Pamiątkowy za Wojnę 1918–1921[30]
- Medal Dziesięciolecia Odzyskanej Niepodległości[30]
- Odznaka „Za wierną służbę”[34]